# Formostenus tanypetiolatus
Formostenus tanypetiolatus är en stekelart som beskrevs av Jonathan 1980. Formostenus tanypetiolatus ingår i släktet Formostenus och familjen brokparasitsteklar. Inga underarter finns listade i Catalogue of Life.